# نيكيتا ميخالكوف
نيكيتا سيرجيفيتش ميخالكوف (بالروسية: Ники́та Серге́евич Михалко́в) هو ممثل وصانع أفلام روسي ولد في يوم 21 أكتوبر 1945 في مدينة موسكو عاصمة روسيا، وهو ابن سيرجي ميخالكوف ملحن النشيد الوطني السوفيتي والنشيد الوطني الروسي.

## روابط خارجية
- نيكيتا ميخالكوف على موقع IMDb (الإنجليزية)
- نيكيتا ميخالكوف على موقع الموسوعة البريطانية (الإنجليزية)
- نيكيتا ميخالكوف على موقع مونزينجر (الألمانية)
- نيكيتا ميخالكوف على موقع ألو سيني (الفرنسية)
- نيكيتا ميخالكوف على موقع ميوزك برينز (الإنجليزية)
- نيكيتا ميخالكوف على موقع ميوزك برينز (الإنجليزية)
- نيكيتا ميخالكوف على موقع تيرنر كلاسيك موفيز (الإنجليزية)
- نيكيتا ميخالكوف على موقع أول موفي (الإنجليزية)
- نيكيتا ميخالكوف على موقع قاعدة بيانات الأفلام السويدية (السويدية)
- نيكيتا ميخالكوف على موقع إن إن دي بي (الإنجليزية)
- نيكيتا ميخالكوف على موقع أوليمبيديا (الإنجليزية)